# Un gancho al corazón
Un gancho al corazón è una telenovela messicana trasmessa su Canal de las Estrellas dal 25 agosto 2008 al 26 giugno 2009. È un remake della telenovela argentina del 2006 Sos mi vida, creato da Adrián Suar.

## Trama
Valentina López è una giovane pugile professionista conosciuta come "La Monita". Roberto "Beto" Ochoa è il suo allenatore e fidanzato, che la mette sotto pressione per allenarsi e vincere in modo da poter ottenere soldi per sé e per sua madre, Nieves. Nieves ha allevato "Monita" perché sua madre, Isabel, l'ha abbandonata.
In un altro posto all'interno della città c'è un'impresa chiamata Sermeño Group, un'impresa immobiliare di proprietà di Mauricio Sermeño, un ex pilota automobilistico che vuole andare in pensione e avere una famiglia. Mauricio è fidanzato con Constanza, una donna egoista e maleducata. Mauricio è convinto che Constanza sia l'amore della sua vita, anche se il suo atteggiamento volgare e le sue cattive maniere lo infastidiscono. Dopo un infortunio alla mano, "Monita" decide di trovare un lavoro diverso per sostenere il fidanzato pigro e la "suocera". Con l'aiuto delle sue migliori amiche Estrella e Paula, va a un colloquio al Sermeño Group e, dopo una giornata intensa, viene assunta come segretaria. Mauricio è convinto che "Monita" sia sincera e affettuosa ed è attratto dalla sua personalità. Ogni giorno che trascorrono insieme, iniziano a innamorarsi, ma poiché entrambi sono in relazione, nascondono i loro sentimenti per non ferire i loro altri significativi, inconsapevoli delle loro azioni e disprezzo ineguale per i loro sentimenti.
Mauricio è sicuro di voler avere una famiglia, quindi adotta tre orfani di nome Aldo, Luisa e Danny. Il cugino di Mauricio, Jeronimo, e Constanza disapprovano la sua decisione. Cercano di far cambiare idea a Mauricio, ma lui è fermamente convinto di volere i bambini nella sua vita e dice che non li abbandonerà. Ai bambini piace "Monita" perché è gentile con loro e li tratta come se fossero i suoi figli. Tutti stabiliscono rapidamente una stretta amicizia e questo affascina Mauricio, vedendo Valentina come una potenziale partner. A differenza di Valentina, Constanza odia i bambini e, poiché non è gentile, i bambini ricambiano i suoi sentimenti nei loro confronti. Constanza, Jeronimo e Óscar, un impiegato sleale del gruppo Sermeño, uniscono le forze per dividere Mauricio, "Monita" e i ragazzi.
Anche se Valentina e Mauricio si innamorano, non agiscono in base ai loro sentimenti. Beto inizia a combattere in lucha libre come "El Fantasma Vengador" al fine di ottenere entrate in modo che Valentina si senta meglio con lui. Lui e Constanza si incontrano e fanno sesso, cercando in seguito di tenerlo segreto ai loro altri significativi, soprattutto dopo aver realizzato che Mauricio e Valentina sono innamorati l'uno dell'altro. Faranno di tutto per tenerli separati.

## Personaggi
- Valentina López "La Monita", interpretata da Danna García
- Mauricio Sermeño, interpretato da Sebastián Rulli
- Roberto "Beto" Ochoa, interpretato da Raúl Araiza
- Nieves Ochoa, interpretato da Ana Martín
- Salvador Ulloa, interpretato da Otto Sirgo
- Gabriela "Gaby" Palacios, interpretata da Eugenia Cauduro
- Constanza "Conny" Lerdo de Tejada Moncada / "La Momia", interpretata da Laisha Wilkins
- Jacqueline Moncada, interpretata da Úrsula Prats
- Marcos Lerdo de Tejada, intrerpretato da Eric del Castillo